# Constitutions de Clarendon

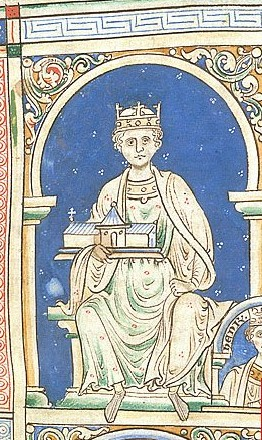
Henri II d'Angleterre

Les Constitutions de Clarendon sont un ensemble de procédures juridiques promulguées par le roi Henri II d'Angleterre le 30 janvier 1164 qui contrôle l’élection de nouveaux prélats et se donne le droit de traduire des clercs devant ses tribunaux royaux.
Elles déterminaient les domaines des compétences des cours temporelles et des juridictions ecclésiastiques qui se virent attribuer compétence sur les affaires du clergé.
Elles sont composées de seize articles, qui ont pour objet de restreindre les principaux privilèges acquis par le clergé anglais et limiter la mainmise de la papauté dans les affaires anglaises. Henri déclare vouloir restaurer les coutumes en usage sous Henri Beauclerc (concordat de Londres en 1107) : la période d'anarchie qu'a connue le royaume sous son prédécesseur Étienne de Blois a favorisé l'extension des pouvoirs ecclésiastiques.
En fait, il fait recueillir ces statuts pour affirmer la juridiction royale sur l'Église et les lois civiles. Une des dispositions porte sur l'impossibilité désormais aux clercs coupables de meurtre d'échapper à la justice royale par un tribunal ecclésiastique institué par Guillaume le Conquérant.
Le roi demande aux évêques d'apposer leur sceau sur ces constitutions et de signer une promesse de les observer. L'archevêque de Cantorbéry Thomas Becket ose seul refuser sa signature. Il doit s’exiler en France en octobre. Le pape Alexandre III condamne dix des seize articles de Clarendon qu'il déclare être contraires aux libertés du clergé. Après l'assassinat de Becket, Henri II retire le texte mais réussit en fait à maintenir sa domination sur l’Église.